# Fabian Delph
Fabian Delph (* 21. November 1989 in Bradford) ist ein ehemaliger englischer Fußballspieler. Die meisten Partien absolvierte er für Aston Villa. 

## Karriere

### Im Verein

#### Anfänge
Delph begann seine fußballerische Laufbahn bei Bradford City, einem Verein aus seiner Geburtsstadt. Bereits früh wurde sein Talent erkannt und er wechselte auf Empfehlung des langjährigen Bradford-City-Spielers und -Trainers Paul Jewell, mit dessen Sohn er in der Jugend spielte, zu Leeds United. Dort verbrachte er fünf Jahre in der Jugend, ehe er in die Reserve berufen wurde. Am 6. Mai 2007 gab er mit 17 Jahren sein Debüt in der ersten Mannschaft (0:2 gegen Derby County). 2008 unterschrieb er seinen ersten Profivertrag bei Leeds United.
Nachdem er in der Saison 2007/08 zweimal als Einwechselspieler eingesetzt worden war, überzeugte er zu Beginn der Saison 2008/09 und erzielte beim 5:2-Sieg gegen Crewe Alexandra sein erstes Tor für die Profimannschaft von Leeds United. Schon zu Beginn der Saison 2008/09 waren verschiedene Premier-League-Clubs, wie Newcastle United oder der FC Arsenal, am jungen Mittelfeldspieler interessiert, Letztere boten Leeds sechs Millionen Pfund für einen Wechsel. Zu Beginn der Wintertransferperiode fing das Werben größerer und finanzstärkerer Vereine erneut an und erneut lehnte die Vereinsführung um Anteilseigner und Präsident Ken Bates die Angebote ab: „We explained to both clubs that we don't deal in petty cash and they were Premiership clubs as well.“ (Ken Bates, deutsch: „Wir erklärten beiden Vereinen, dass wir nicht mit geringen Geldsummen handeln. Es waren auch Premier-League-Clubs dabei“). Also blieb Delph auch über den Winter hinaus bei Leeds United. Kurz darauf erzielte er mit einem spektakulären Treffer in einem Spiel gegen Brighton das „Tor der Saison“.
Diese Leistungen brachten ihm eine Nominierung für die League One Player of the Year-Auszeichnung ein, die letztlich jedoch an Matty Fryatt ging. Allerdings wurde er bei den „Football League Awards“ zum Young Player of the Year gewählt.

#### Aston Villa
Nachdem Leeds United den Aufstieg in die Premier League verpasst hatte, waren mehrere Vereine aus Englands Eliteliga am wechselwilligen Talent interessiert, darunter u. a. der FC Everton, Manchester City, der FC Fulham, Tottenham Hotspur, der AFC Sunderland und Aston Villa, für die er sich letztendlich entschied. Im Winter 2012 kehrte er für eine einmonatige Leihe zu seinem Jugendverein Leeds United zurück.

#### Manchester City
Im Sommer 2015 wurde Delph mit einem Wechsel zu Manchester City in Verbindung gebracht. Delph veröffentlichte daraufhin am 11. Juli ein Statement auf der Vereinswebsite von Aston Villa, in der er betonte, den Klub nicht zu verlassen und das Team als Mannschaftskapitän in die neue Spielzeit zu führen. 

„I'm not leaving. I'm staying at the football club and I can't wait for the start of the season and captaining this great football club“

 Sechs Tage später, am 17. Juli 2015, unterschrieb Delph bei Manchester City einen Fünfjahresvertrag. In seiner ersten Saison kam Delph unter Manuel Pellegrini in 17 Ligaspielen (8-mal von Beginn) zum Einsatz und erzielte 2 Tore. Am Saisonende gewann er mit City den League Cup. Zur Saison 2016/17 übernahm Pep Guardiola die Mannschaft. Verletzungsbedingt kam er lediglich auf 7 Ligaeinsätze (2-mal von Beginn), in denen er ein Tor erzielte. In der Saison 2017/18 wurde Delph vermehrt als Linksverteidiger aufgeboten. Er kam auf 22 Ligaeinsätze (21-mal von Beginn), in denen er ein Tor erzielte. In seiner dritten Saison bei City wurde Delph englischer Meister und League-Cup-Sieger. In der Saison 2018/19 kam Delph wieder weniger zum Einsatz, meist als Backup auf der Linksverteidigerposition. Er kam auf 11 Ligaeinsätze (8-mal von Beginn) und wurde erneut Meister, League-Cup-Sieger sowie erstmals FA-Cup-Sieger.

#### FC Everton
Zur Saison 2019/20 wechselte Delph zum FC Everton, bei dem er einen Vertrag mit einer Laufzeit bis zum 30. Juni 2022 erhielt. In Liverpool hatte er häufig mit Verletzungen zu kämpfen. Nach dem Ende seines Vertrags beendete Delph seine Karriere.

### Nationalmannschaft
Delph wurde 2008 zum ersten Mal für die englische U-19 Fußballauswahl nominiert und gab sein Debüt als Einwechselspieler. Sein einziges Spiel für die U-21 Englands machte er am 18. November 2008 beim 2:0-Sieg gegen die tschechische U-21, bei dem er in der 86. Spielminute für Craig Gardner eingewechselt wurde.

## Erfolge und Auszeichnungen
Im Verein
- Englischer Meister: 2018, 2019 (beide mit Manchester City)
- FA-Cup-Sieger: 2019 (mit Manchester City)
- EFL-Cup-Sieger: 2016, 2018, 2019 (alle mit Manchester City)

Persönliche Auszeichnungen
- Football League Awards

Young Player of the Year 2009

## Sonstiges
Am 23. Dezember 2008 wurde Delph in Rothwell wegen Trunkenheit am Steuer verhaftet und musste eine Strafe von £ 1.400 zahlen. Des Weiteren wurde ihm der Führerschein für 18 Monate entzogen und er wurde aufgefordert, entstandene Kosten von £ 60 zu decken.